# Sinalização autócrina
A sinalização autócrina é um tipo de sinalização celular em que uma célula segrega uma hormona ou mensageiro químico (denominado agente autócrino) que se liga a recetores autócrinos na superfície da própria célula, produzindo uma série de alterações na referida célula. É uma forma de sinalização diferente da sinalização parácrina, intracrina e sinalização justacrina ou sinalização clássica endócrina.

## Exemplos
Um exemplo de um agente autócrino é a citocina interleucina-1 em monócitos. Quando os monócitos produzem interleucina-1 em resposta a estímulos externos, esta pode ligar-se a receptores de superfície na própria célula que a produziu.
Outro exemplo ocorre em linfócitos T activados, isto é, quando uma célula T é induzida a amadurecer pela ligação a um complexo peptídeo:MHC localizado numa célula apresentadora de antígeno profissional e pelo sinal coestimulatório B7:CD28. Após a ativação, os recetores de “baixa afinidade” IL-2 são substituídos por recetores de IL-2 de “alta afinidade” constituídos por cadeias α, β e γ. A célula liberta então IL-2, que se liga aos seus próprios novos recetores de IL-2, provocando autoestimulação e, finalmente, uma população monoclonal de células T. Estas células T podem continuar a desempenhar funções efetoras, como a ativação de macrófagos, ativação de células B e citotoxicidade mediada por células.

## Sinalização autócrina e cancro
O desenvolvimento de tumores é um processo complexo que requer divisão celular, crescimento e sobrevivência celular. Uma forma que os tumores utilizam para regular positivamente o crescimento e a sobrevivência celular é através da produção autócrina de fatores de crescimento e da sobrevivência. A sinalização autócrina é essencial na ativação do cancro e também no fornecimento de sinais aos tumores para o crescimento autossustentado.

### Sinalização autócrina na via Wnt
Normalmente, a via de sinalização Wnt leva à estabilização da β-catenina através da inativação de um complexo proteico contendo os supressores tumorais APC e agir. Este complexo de destruição desencadeia normalmente a fosforilação da β-catenina, induzindo a sua degradação. A desregulação da via de sinalização Wnt autócrina por mutaçãos em APC e agina tem sido associada à ativação de vários tipos de cancro humano. Alterações genéticas que levam à desregulação da via autócrina Wnt resultam na transativação do receptor do fator de crescimento epidérmico ( EGFR) e outras vias, que por sua vez contribuem para a proliferação das células tumorais. No cancro colorretal, por exemplo, mutações na APC, agina ou β-catenina promovem a estabilização da β-catenina e a transcrição de genes que codificam proteínas associadas ao Cancro Além disso, no cancro da mama humano, a interferência com a via de sinalização Wnt desregulada reduz a proliferação e a sobrevivência do cancro. Estas descobertas sugerem que a interferência na sinalização Wnt ao nível do recetor ligante pode melhorar a eficácia das terapias contra o cancro.